# NAOMI YOSHIMURA
NAOMI YOSHIMURA（ナオミ ヨシムラ）は、日本の歌手、ソングライター、音楽プロデューサー、モデル、女優。

## 人物
小学生の頃から詩吟を習い、ゴスペル・ソウル・R&B・ヒップホップ・レゲエといった音楽の世界に魅了される。この頃より独学で作詞・作曲をはじめ、中学の進学を機に本格的に芸能活動をスタートする。受験するオーディションは全て合格するなど、当時からその才能が注目されていた。高校は日出女子学園高等学校で、一芸として歌を披露したところ、異例の即合格となる。同級生には小田茜、矢田亜希子、馬渕英俚可等がいた。英語を習得するため、短大は上智大学短期大学部 、大学は上智大学へ通う。単身渡米後、ホイットニー・ヒューストンのボーカルトレーナーに才能を見出され、直々にボーカルレッスンを受ける。同時にフージーズのサウンドクルーと音楽活動を開始。その後、DREAMS COME TRUEがニューヨークを訪れた際、歌を披露したところ即契約となる。そして吉田美和の「吉」、中村正人の「村」、本名の「尚見」から、アーティスト「NAOMI YOSHIMURA」が誕生する。ソングライター、音楽プロデューサー、モデル、女優としても活動。義兄はDJ SPINBADであり、自身の作品のリミックスにも参加している。

## 来歴
フジテレビのオーディション番組『ゴールド・ラッシュ!』に1991年に出場、歴代最年少優勝者になる。1996年から 小椋佳、来生たかおが手がけた 「オーロラのアダージョ」のヴォーカルを務める。インディーズで活動を行っていたが単身渡米しローリン・ヒルのデビューバンド、フージーズのギタリストJoel Servilusと出会いニューヨークにて楽曲制作を行う。帰国後、川村尚見名義で2000年「異邦人」「隣人」をホワイトハウスレーベルからリリースする。
2002年、ニューヨークで DREAMS COME TRUEと出逢う。7～9月全国アリーナツアーである「DREAMS COME TRUE "2002:monkey girl odyssey arena-mix"」にバッキングボーカルとして抜擢され、DCT recordsからnaomi yoshimuraとして2003年7月2日、シングル『花』でデビュー。2004年、ユニバーサルミュージックからメジャー・デビュー。シングル7枚、アルバム3枚をリリースする。9月～12月、4か月間で約100公演のライヴを実施し、観客動員も1万人を越えた。
2004年 2nd シングル「幸せの湯」発売。FM NORTH WAVEにて「NAOMI YOSHIMURAのGO! GO! NIGHT!」スタート。5月、3rd シングル「太陽の公園」発売。TBS系「CDTV」5月度OPテーマ。 J-WAVE「中村正人のOH! MY RADIO」のレギュラーパーソナリティを務める。
2005年 1月12日 2nd アルバム『APHRODITE』発売。初の全国ワンマンライヴツアー「NAOMI YOSHIMURA LIVE 2005 APHRODITE」開催。
2006年 同時期に CROSS FM 「NAOMI YOSHIMURA あっつい夜」レギュラー、東海ラジオ「NAOMI YOSHIMURAのPOWER100」レギュラーを務める。
2007年 LUV SEAcret リアーナのパーティーに出演。CROSS FM主催 「NAOMI YOSHIMURAあっつい夜」のイベント開催。7th シングル「夢ミゴコチ ゆらり」発売。「DCTgarden THE LIVE!!!」の全国ツアーに出演［札幌 ベッシーホール/福岡 DRUM Be-1/名古屋 ell.FITS ALL/大阪 muse/渋谷 AX］。
2008年 ユニットTERNIVAL SENSEを組みアルバム『SHINING』を発売、JPウィークリーチャート及び、USENインディーズ チャート1位を獲得。表題曲の「SHINING」はビーチバレー国内大会 「ファイテンJBVツアー 2008」オフィシャルソング。
2009年 ユニットRE-PLAYで活動し、楽曲制作開始、ライブハウスやクラブイベント等で活動。
2012年 シェネルの楽曲制作に携わり活躍の場を広げる。
2013年 NAOMI YOSHIMURAとしてデビュー10周年を迎え7月6日に東京にて「NAOMI YOSHIMURA 10th Anniversary THE LIVE」を開催。
2014年 8月10日、8th シングル「赤い糸～君を温めたいと願うこの日々を今愛としよう～ / シイアワセ」を発売、同日、東京にて「NAOMI YOSHIMURA THE LIVE 2014」を開催。8月16日に岡山後楽園で開催された夜間特別開園 ～幻想庭園～にて「THE LIVE 2014 in 幻想庭園」と題してライブ開催。
2015年 7月1日、翌日のデビュー12周年を記念し、シングル、アルバムともに自身初となるデジタル配信（iTunes）としてリリースした。
2018年 1月10日にデジタルシングル「夢の還る場所」をリリース。和田興産が提供するWAKOHREの企業ブランディングCMのイメージソングとして使われた。未発表曲である「My love is your love 〜Akaiito Coming of age ver〜」がキリンビール岡山工場 45周年記念イベントのイメージソングとして使われた。イオンモール初の複合型アウトレットモール「THE OUTLETS HIROSHIMA」の開業に伴い、グランドオープン版、汎用版テレビCM、ラジオCMのサウンドプロデュースを担当した。6月26日にはTERNIVAL SENSEがデビュー10周年、7月2日にはNAOMI YOSHIMURAとしてデビュー15周年を迎えた。11月1日には日本初の本格的音楽専門インターネットラジオ局「Backstage Café」の開局に伴い、看板番組である「MORNING MUSIC MARKET」のオープニング楽曲をサウンドプロデュースした。

## ミュージックビデオ

### NAOMI YOSHIMURA 名義
|     | タイトル                     | 出演     | 備考 |
| --- | ---------------------------- | -------- | ---- |
| 1st | 花                           | -        | -    |
| 2nd | 幸せの湯                     | -        | -    |
| 3rd | 太陽の公園                   | -        | -    |
| 4th | すべて力に変えてみせましょう | -        | -    |
| 5th | 21months                     | 玉山鉄二 | -    |
| 6th | LET'S MOVE ON                | -        | -    |
| 7th | 夢ミゴコチ ゆらり            | -        | -    |

## テレビ出演

### 川村尚見 名義
- ゴールド・ラッシュ!（フジテレビ系列）
- 天才・たけしの元気が出るテレビ!!（日本テレビ系列）

### NAOMI YOSHIMURA 名義
- ミュージックステーションスーパーライブ（テレビ朝日系列）
- FNS歌謡祭（フジテレビ系列）
- NHK紅白歌合戦（NHK）

## ラジオ出演

### レギュラー番組
- NAOMI YOSHIMURAのGO! GO! NIGHT!（FM NORTH WAVE）
- 中村正人のOH! MY RADIO（J-WAVE）
- NAOMI YOSHIMURA あっつい夜（CROSS FM）
- NAOMI YOSHIMURAのPOWER100（東海ラジオ）

## タイアップ

### NAOMI YOSHIMURA 名義
|        | 楽曲                                               | タイアップ                                              | 収録作品                         |
| ------ | -------------------------------------------------- | ------------------------------------------------------- | -------------------------------- |
| 2003年 | 花                                                 | IAT CUP SNOW BOARD CHAMPIONSHIP 04 - サポートソング     | 1stシングル「花」                |
| 2004年 | 太陽の公園                                         | TBS系「CDTV」オープニングテーマ                         | 3rdシングル「太陽の公園」        |
| 2006年 | LET'S MOVE ON                                      | 小田急グーパスキャンペーンソング                        | 6thシングル「LET'S MOVE ON」     |
| 2007年 | 夢ミゴコチ ゆらり                                  | スタジオグラフィコ「満腹30倍」TVCMソング                | 7thシングル「夢ミゴコチ ゆらり」 |
| 2018年 | 夢の還る場所                                       | 和田興産「WAKOHRE」 企業ブランディングCM イメージソング | 9thシングル「夢の還る場所」      |
| 2018年 | My love is your love 〜Akaiito Coming of age ver〜 | キリンビール岡山工場 45周年記念イベント イメージソング  | 未発表曲                         |

### TERNIVAL SENSE 名義
|        | 楽曲    | タイアップ                                                           | 収録作品               |
| ------ | ------- | -------------------------------------------------------------------- | ---------------------- |
| 2008年 | SHINING | ビーチバレー国内大会 「ファイテン JBVツアー 2008」オフィシャルソング | 1stアルバム「SHINING」 |

## 映像音楽

### NAOMI YOSHIMURA 名義
|        | 広告主                 | 内容                                                                           |
| ------ | ---------------------- | ------------------------------------------------------------------------------ |
| 2012年 | ITALICO JAPAN 株式会社 | ITALICO 企業ブランディングCM                                                   |
| 2012年 | シャネル株式会社       | 2012 Tokyo Reality Show × CHANEL                                               |
| 2012年 | 大塚製薬株式会社       | ポカリスエット × 長友佑都、岡崎慎司、中村俊輔 / バーチャル体感トレーニング教室 |
| 2018年 | イオンモール株式会社   | 「THE OUTLETS HIROSHIMA」 グランドオープン版、汎用版 TVCM、ラジオCM            |
| 2019年 | 西日本旅客鉄道株式会社 | 「JR西日本」インバウンドCM                                                     |

### AJ 名義
|        | 広告主                                            | 内容                            |
| ------ | ------------------------------------------------- | ------------------------------- |
| 2018年 | フジッコ株式会社 × 株式会社ライフコーポレーション | さくっとレシピ                  |
| 2019年 | 古野電気株式会社                                  | フルノグループ インナームービー |

## 連載
- 月刊エレクトーン - 「うたことば」